# Type 36 SNCB
Pour les articles homonymes, voir Type 36.
 (juin 2017).
La Type 36 des chemins de fer belges (SNCB) était une locomotive à vapeur pour trains de marchandises lourds de disposition Decapod (disposition d'essieux 150) à quatre cylindres simple expansion mise en service de 1909 à 1914. Elles furent également employées par les chemins de fer russes après 1915.

## Genèse du projet
Au début du XXe siècle, les Chemins de fer de l'État belge ne possédaient pas encore de locomotives lourdes pour trains de marchandises et se contentaient de locomotives à trois essieux moteurs. Leur modèle le plus performant était le type 32S (futur type 41) : une 030 à cylindres intérieurs équipée de la surchauffe. Pour ne pas encombrer les voies sur les sections difficiles de la Ligne du Luxembourg, les lourds trains de marchandises nécessitaient deux ou trois type 32S (dont une en pousse) à moins d’être scindés en deux. Un projet de quadruplement ou de triplement des sections de voie les plus difficiles fut envisagé mais aurait nécessité des dépenses considérables eu égard au tracé difficile et au terrain accidenté.
Sous la direction de l’ingénieur Jean-Baptiste Flamme fut étudié à partir de 1908 un projet de locomotive lourde dont la puissance et l’effort de traction équivaudraient à deux type 32S, et ce malgré des réticences quant au bien-fondé de commander une machine aussi puissante.
Certains recommandaient en effet de poursuivre la construction du seul type 32S qui offrait l'avantage de pouvoir remorquer indifféremment des trains de marchandises (légers ou lourds) ou des trains de voyageurs omnibus, selon la demande. Le type 35, de disposition ten wheel, fut également envisagée mais ces locomotives, plus lourdes, moins flexibles et plus chères que le type 32 pour une puissance à peine supérieure, ne se justifiaient que pour quelques trains de marchandises rapides. C'est avec le type 35, dont certains exemplaires furent dotés de la surchauffe, que la disposition à deux cylindres intérieurs montra ses limites : il était impossible d'agrandir davantage ces cylindres disposés entre les longerons.
Depuis le début du XXe siècle, Jean-Baptiste Flamme a développé plusieurs types de locomotives à vapeur équipées de surchauffe. Après avoir expérimenté le moteur compound sur les locomotives des type 8 et type 19bis il choisit le moteur quatre cylindres simple expansion, qui a été utilisé sur deux autres séries les type 9 et type 10. Ce dernier avait l'avantage de répartir les efforts importants sur deux paires de cylindres, ce qui limitait l'usure des composants et les mouvements parasites qui déforment la voie ; en revanche, les quatre cylindres et leur distribution généraient davantage de maintenance et une conduite plus complexe.
Les type 10 et type 36 faisaient appel aux derniers perfectionnements mis au point à l’époque et, malgré leur affectations très différentes, possédaient nombre de points communs. Au moment de leur construction, elles furent chacune les locomotives les plus puissantes d’Europe dans leur catégorie.

## Caractéristiques
La type 36 est le premier modèle de Decapod mis en service en Belgique ainsi que la première machine à cinq essieux couplés des chemins de fer de l’État belge.
Mis à part le foyer, qui est plus grand sur le type 36, les chaudières des type 10 et type 36 étaient identiques, ce qui explique l’aspect particulier de la type 10 dont la chaudière paraît anormalement courte par rapport au châssis. Ces locomotives possédaient une section de chaudière conique devant le foyer afin de rattraper la différence de dimensions entre l’avant de la chaudière et l’immense foyer, cette disposition est dénommée chaudière "Wagon top", en référence au toit des chariots bâchés américains et est assez rare en Europe. La chaudière était munie d’un surchauffeur Schmidt pour les machines construites avant-guerre.
Afin d’assurer un bon guidage en courbe et une marche stable à pleine vitesse, un bogie-bissel Flamme reliait l’essieu porteur avant et la première roue motrice, ce qui nécessitait d’employer des têtes de bielles d’accouplement à rotules. Le cinquième essieu moteur avait également un déplacement latéral de 29 mm des deux côtés. Le tout permettait une inscription dans des courbes de 100 m de rayon. Les cylindres intérieurs attaquaient le 2e essieu moteur tandis que les cylindres extérieurs attaquaient le 3e par le biais d’un jeu d'excentriques actionnant les coulisses extérieures de la distribution Walschaerts, ce dernier point sera simplifié par la suite.
Leur construction fut confiée aux Ateliers de Construction de Boussu (2 exemplaires) ; aux Ateliers Carels frères (4 exemplaires livrés en 1911) ; à la Société de Couillet (un prototype + 11 de série dont deux jamais construits à cause de la guerre) ; à la S.A. Energie (19 exemplaires) ; à la Société Franco-Belge (deux prototypes et 10 de série) ; aux Forges, Usines & Fonderies de Gilly (16 exemplaires) ; aux Forges, Usines et Fonderies de Haine-Saint-Pierre (un prototype + 16 de série) ; à La Hestre (20 exemplaires) ; à la Société de Saint-Léonard (9 exemplaires) ; aux Ateliers du Thiriau (8 exemplaires) ; aux Ateliers métallurgiques de Tubize (un prototype + 19 de série).

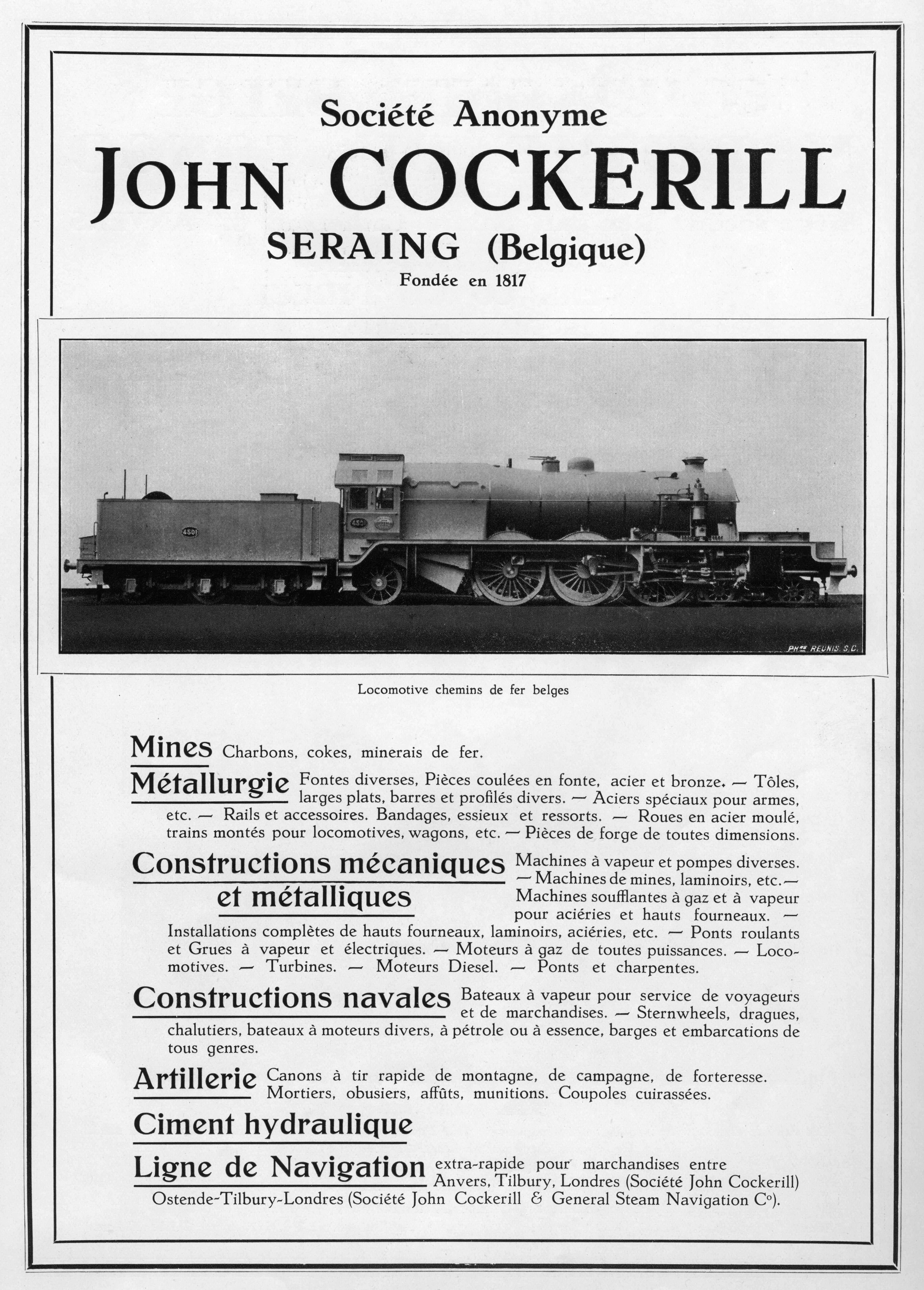
Locomotive type 10 illustrant une publicité des usines Cockerill

Présentées en plusieurs exemplaires à l’Exposition universelle de Bruxelles de 1910 avec d’autres locomotives (dont plusieurs type 9 et 10), ces immenses machines étaient à l’époque les locomotives pour trains de marchandises les plus lourdes et les plus puissantes d’Europe et firent forte impression. Cependant, malgré l'emploi d’une cabine à pans coupés, les larges dimensions occupaient presque tout le gabarit belge, plus généreux que celui de la plupart des réseaux, et l’importante masse par essieu était trop importante pour nombre de réseaux européens.
Le Lancashire and Yorkshire Railway (en) envisagea la construction de mikado ou de pacific inspirées par les type 10 et 36 ainsi qu’un projet de Decapod (L&YR 2-10-0 (Hughes) (en)) qui aurait été la première Decapod anglaise mais ce projet n’arriva pas à terme.
De 1909 à 1914, 136 locomotives de cette série ont été commandées et furent numérotées 4365-4500. Pour remplacer les machines perdues pendant la guerre, 17 autres locomotives légèrement améliorées ont été construites en 1921-1922 et portaient les numéros 4348-4364.

## Services effectués
Elles furent en priorité employées sur la ligne du Luxembourg (lignes 161 et 162) ainsi que sur l'Athus-Meuse (lignes 165 et 166) ainsi qu'entre Verviers et Trois-Ponts via les lignes 45 et 44. Sur ces itinéraires difficiles et fréquentés, elles permirent d’augmenter le poids des trains, sans faire chuter la vitesse. Leur masse imposante et leur grande consommation en charbon les tenaient à l’écart des lignes moins importantes où les locomotives à trois essieux moteurs resteront la norme en trafic marchandises jusqu’à l’armistice.

## Série Фл

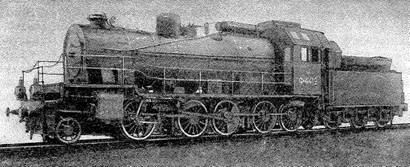
locomotive Type 36 modifiée pour servir en Russie

Afin d’aider l’allié Russe, il est décidé de leur vendre 80 d’entre-elles à l'Empire russe afin qu'elles servent sur les lignes à voie normales de Galicie et de l’est de la Pologne. Une partie a été perdue en mer lors du torpillage du navire qui les acheminait par un U-boot et d’autres seront victimes de déraillements lors de leur transport par rail.
21 restèrent en France à cause de la Révolution russe de 1917 et de l’armistice signé avec les Allemands. Cinq autres ont été retrouvées à Kiev par les Polonais et furent restituées à la Belgique en 1920. Enfin, il est possible que quelques exemplaires qui se trouvaient en Ukraine lors de l’Opération Faustschlag aient été ramenés à l’ouest par les Allemands avant d’être récupérés par les Belges.
Les machines restantes sont finalement converties à l'écartement de 1 524 mm. Débarquées aux ports d’Arkhangelsk ou Mourmansk, elles sont acheminées en pièces détachées avant d’être remontées et modifiées.
En plus du changement d’écartement, ces locomotives désormais désignées classe Фл ou classe F subissent de nombreuses modifications aux ateliers de Poltava pour les mettre en conformité avec les normes de leur nouvel employeur : cabine de conduite plus volumineuse, agrandissement du dôme de vapeur et de la sablière, garde-corps sur le tablier et attelage automatique. En revanche, elles conservent leurs numéros afin de ne pas les confondre avec les Fairlie de la série Ф (de) également en service en Russie. En raison de la révolution et de la guerre civile, ces travaux ont pris plus de temps que prévu et les dernières ne sont pas mises en service avant 1928.
Ces locomotives ont principalement roulé en Crimée et sont toujours actives lors de la Seconde Guerre mondiale. Les machines qui n'ont pu être évacuées lors de l’invasion allemande sont sabotées. 18 étaient toujours en service en 1945 et les dernières auraient été arrêtées en 1962.

## Carrière et modifications
Ces machines, très puissantes s’imposent rapidement sur les trains de marchandises sur les lignes les plus difficiles.
Lors de l’invasion de la Belgique en 1914, 114 de ces locomotives parviennent à être évacuées en France mais elles ne peuvent rouler sur la plupart du réseau à cause de leur masse à l’essieu de 19 tonnes et de leur gabarit trop important. La plupart d'entre-elles sont donc parquées et maintenues en état par des cheminots belges en exil. 80 d’entre-elles sont revendues aux Russes en 1915.
Deux machines non encore construites n'ont jamais été livrées à cause de la mise en séquestre de la Société de Couillet chargée de leur construction. Cinq autres machines encore en cours de finition ont été terminées pendant la guerre et utilisées en Prusse Orientale.
Les locomotives restées en Belgique ont été sabotées pour empêcher leur utilisation par les Allemands. Remises en état, les type 36 sont immatriculées dans la série G07, forte de 23 unités. Au cours du conflit, plusieurs sont fortement endommagées ou usées par un service intensif et 11 seront mises à la ferraille en vertu d’une politique consistant à refuser toute dépense importante pour les locomotives belges, y compris les séries récentes. Les machines hors-service sont cannibalisées et les pièces en matériaux stratégiques comme le cuivre ou le laiton étant fréquemment fondues et remplacées par des matériaux moins précieux.
Au lendemain de la guerre, une fois que les machines évacuées en France et en Allemagne sont rapatriées, il reste 76 exemplaires en Belgique, dont huit retrouvés en Allemagne en mauvais état et remises en état de marche par les Allemands au titre des réparations de guerre.
À partir de 1920, on commence à simplifier la commande des bielles en remplaçant le complexe système à jeu d’excentriques par une bielle de commande classique avec un système de bielles à contre-manivelles.
17 exemplaires sont construits en Belgique entre 1921 et 1922. Numérotés 4348 à 4364, ils se distinguent par une plus grande surface de surchauffe grâce à l’emploi d’un surchauffeur American Superheater co à 32 éléments. Ces locomotives renoncent d’emblée aux coulisses actionnées par excentriques au profit d’un système plus classique.
En 1925, l’ingénieur Fernand Legein modifie le type 36. Elles reçoivent un échappement double, qui a déjà été appliqué avec succès au type 10, moyennant un allongement de la boîte à fumée. À partir de 1928, elles sont les premières locomotives belges à recevoir une double pompe de compresseur "Duplex" au lieu du compresseur Westinghouse et sont équipées d’un réchauffeur d’eau ACFI. On rajoute également 9 éléments supplémentaires au Surchauffeur Schmidt des machines d’avant-guerre  et de nouvelles soupapes. À partir de 1935, on les équipe d’une seconde sablière sur la boîte à fumée. Il faudra attendre 1942 pour que toutes les type 36 soient modifiées. Dans l’intervalle, ces machines modifiées sont classées dans le type 36bis pour les différencier des machines non modifiées.
Ainsi transformées, leur masse grimpe à 109,5 tonnes, l’effort de traction augmente d’une tonne et la puissance totale passe à 2 300 chevaux. En solo, une type 36 peut tracter un train de 1 000 tonnes sur des pentes de 13 ‰ et une charge de 1 700 tonnes sur une pente de 17 ‰ avec une seconde locomotive en pousse.
Avec le nouveau système de numérotation, les type 36 sont renumérotées 3600 à 3692.
Les principaux défauts de ces locomotives étaient une conduite difficile, un entretien coûteux et un grand appétit en charbon ce qui conduisit la SNCB à ne les utiliser que sur les services où leurs performances étaient indispensables et à parquer les machines qui n’étaient pas nécessaires lorsque la demande en trains de marchandises était trop faible.
Une nouvelle série de 4 consolidation prototypes (type 35) fut mise en service en 1930 afin de remplacer ou compléter l’effectif des type 36. Ces machines étaient plus puissantes et avaient un effort de traction accru, malgré la présence de quatre essieux moteurs au lieu de cinq, mais leur production ne fut pas poursuivie, à la fois à cause d’un manque de demande et de défauts de construction (les type 35 étaient très lourdes et leur marche mal équilibrée endommageait la voie). De même, des projets de locomotives articulées 1DD1 ou de locomotives-tender de disposition 1DD3 restèrent à l’état d’ébauche.
Durant la Seconde Guerre mondiale, ces locomotives puissantes s'avéreront indispensables pour assurer le trafic, surtout avec la saisie par l’occupant des locomotives "Armistice" qui étaient retournées en Allemagne. On poursuivra alors la transformation des locomotives non transformées et les machines parquées depuis longtemps seront remises en service. Il était en effet plus économique d'utiliser ces locomotives que de construire de nouvelles machines.
En janvier 1946, les type 36elles furent renumérotées 36.001 à 36.093 mais la fin de leur carrière était proche.

## Fin de carrière
Après la seconde guerre mondiale, les type 36 étaient toujours en service et les machines réparables qui avaient été endommagées furent remises en service. Malgré les modernisations dont elles avaient récemment fait l’objet et le fait que les machines endommagées aient été réparées jusqu’en juillet 1946, le type 36 connut une fin prématurée due à l’arrivée des type 29 et type 25 et 26, plus faciles à conduire et moins chères à l’entretien. Leur dernier service eut lieu au dépôt de Latour en 1947.
Cependant, elles ne furent pas immédiatement démolies et les 91 exemplaires en bon état seront garés au cas où leurs remplaçantes, construites hâtivement, ne donneraient pas satisfaction. Leur radiation des écritures eurent lieu entre 1950 et 1951 et elles ne roulaient plus depuis 1947, soit plusieurs années avant les dernières type 10.
Aucune type 36 ne fut préservée. En revanche, une locomotive type 10, la 10.018, a été préservée et restaurée au musée Train World de Schaerbeek.

## Tenders
Les type 36 ont toujours roulé avec des tenders type 18 à trois essieux d’une contenance de 24 m3. Ce type de tender équipa de nombreuses séries de locomotives belges.